# Tommy Shardelow
Thomas Frederick „Tommy“ Shardelow (* 11. November 1931 in Durban; † 3. Juli 2019 in Kapstadt) war ein südafrikanischer Bahnradsportler.
Tommy Shardelow startete zweimal bei Olympischen Spielen. 1952 errang er in Helsinki zwei Silbermedaillen, im Tandemrennen mit Raymond Robinson sowie mit dem südafrikanischen Bahn-Vierer (Jimmy Swift, Robert Fowler, George Estman) in der Mannschaftsverfolgung. 1952 bestritt die britische Bahnnationalmannschaft in Vorbereitung auf die olympischen Wettkämpfe eine Wettkampfreise durch Südafrika. Die britischen Fahrer unterlagen überraschend in beiden ausgetragenen Länderkämpfen in Johannesburg und in Paarl gegen die südafrikanische Nationalmannschaft, deren Mitglied er war. Bei den British Empire and Commonwealth Games 1954 in Vancouver wurde er Dritter im Sprint. 1956, bei den Olympischen Spielen in Melbourne, startete er mit Robinson erneut im Tandemrennen, doch das Duo schied in der zweiten Runde aus. Im Sprint kam Shardelow nicht über die erste Runde hinaus.
Zwischen 1949 und 1956 holte Shardelow 12 südafrikanische Titel und 13 Süd-Transvaal-Titel. 1973 beendete er seine sportliche Laufbahn.